# Titularbistum Potentia in Piceno
Potentia in Piceno (ital.: Potenza Picena) ist ein Titularbistum der römisch-katholischen Kirche. Es geht zurück auf ein untergegangenes Bistum des antiken Orts Potenza Picena in Picenum.
| Titularbischöfe von Potentia in Piceno |                                                         |                                             |                  |                  |
| Nr.                                    | Name                                                    | Amt                                         | von              | bis              |
| 1                                      | Adam Kozłowiecki SJ Titularerzbischof pro hac vice      | emeritierter Erzbischof von Lusaka (Sambia) | 29. Mai 1969     | 21. Februar 1998 |
| 2                                      | Franco Croci                                            | Kurienbischof                               | 3. Dezember 1999 | 28. Juli 2021    |
| 3                                      | Jean-Sylvain Emien Mambé Titularerzbischof pro hac vice | Apostolischer Nuntius                       | 2. Februar 2022  |                  |